# Mistrz Guilleberta z Metzu
Mistrz Guilleberta z Metzu (ur. ?, zm. ?) – flamandzki iluminator aktywny w latach 1415 – 1460 

## Życie i działalność artystyczna
Wykształcenie zdobył prawdopodobnie w Paryżu. Określenie, pod którym jest znany, zostało urobione od nazwiska skryby Guilleberta de Mets, bibliotekarza książąt burgundzkich i autora dwóch kodeksów, do których Mistrz stworzył ilustracje: frontyspis w kodeksie z opisem Paryża oraz manuskrypt z dziełami Christine de Pisan i innych autorów. W jednym z nich pozostawił sygnaturę: libraire de M Le Duc Jean de Bourgogne. Już przed 1419 rokiem pracował dla dworu burgundzkiego oraz dla patrycjuszy Gandawy i Brugii. W 1432 roku mieszkał w Geraardsbergen (Grammont), gdzie wykonywał iluminacje do dwóch książek Filipa Dobrego. Prawdopodobnie posiadał tam własny warsztat. W latach 50. XV wieku przebywał również w Lille, gdzie stworzył dekorację miniatorską w kodeksach zamówionych przez książęcego urzędnika finansowego i skarbnika Złotego Runa Guya Guilbauta. W jego pracach zauważyć można wyraźne wpływy stylu paryskich iluminatorów i włoskiego trecenta.

## Przypisywane iluminacje

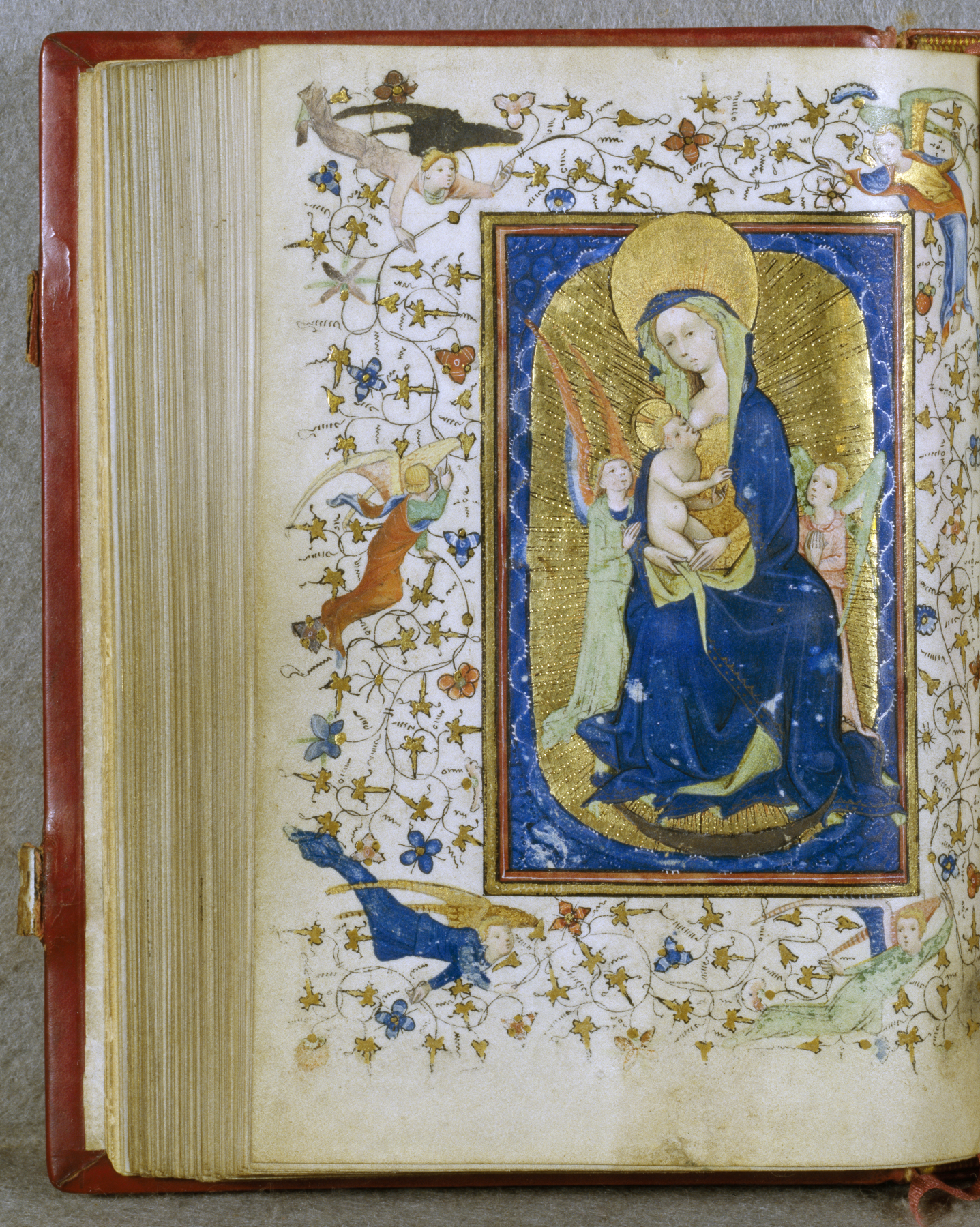
Iluminacja z Godzinek Daniela Ryma